# Prvenstvo Anglije 1930
Prvenstvo Anglije 1930 v tenisu.

## Moški posamično
Bill Tilden :  Wilmer Allison, 6-3, 9-7, 6-4

## Ženske posamično
Helen Wills Moody :  Elizabeth Ryan, 6-2, 6-2

## Moške dvojice
Wilmer Allison /  John Van Ryn ;  John Doeg /  George Lott, 6–3, 6–3, 6–2

## Ženske dvojice
Helen Wills Moody /  Elizabeth Ryan ;  Edith Cross /  Sarah Palfrey, 6–2, 9–7

## Mešane dvojice
Elizabeth Ryan  /  Jack Crawford ;  Hilde Krahwinkel /  Daniel Prenn, 6–1, 6–3